# Llista de topònims de Puigverd d'Agramunt
Llista de topònims (noms propis de lloc) del municipi de Puigverd d'Agramunt, a l'Urgell
Informació actualitzada per un bot. Els canvis manuals es perdran quan s'actualitzi!

## cabana
| imatge | Nom                 | Ubicat a            | instància de | Detalls | coordenades                                                         | Protecció | Commons (més fotos) | Dades a WD                    |
| ------ | ------------------- | ------------------- | ------------ | ------- | ------------------------------------------------------------------- | --------- | ------------------- | ----------------------------- |
|        | cabana de l'Era     | Puigverd d'Agramunt | cabana       |         | 41° 49′ 27″ N, 1° 09′ 15″ E / 41.8243041340302°N,1.15421843245838°E |           |                     | Modifica les dades a Wikidata |
|        | cabana del Miquelet | Puigverd d'Agramunt | cabana       |         | 41° 46′ 46″ N, 1° 09′ 12″ E / 41.7794195012726°N,1.15331660306849°E |           |                     | Modifica les dades a Wikidata |
|        | cabana del Querol   | Puigverd d'Agramunt | cabana       |         | 41° 46′ 39″ N, 1° 09′ 12″ E / 41.7775836063043°N,1.15340538598809°E |           |                     | Modifica les dades a Wikidata |

## església
| imatge | Nom                                | Ubicat a            | instància de | Detalls                      | coordenades                                                                                       | Protecció                                  | Commons (més fotos)                | Dades a WD                    |
| ------ | ---------------------------------- | ------------------- | ------------ | ---------------------------- | ------------------------------------------------------------------------------------------------- | ------------------------------------------ | ---------------------------------- | ----------------------------- |
|        | Sant Miquel de Puigverd d'Agramunt | Puigverd d'Agramunt | església     | Estil: arquitectura romànica | 41° 46′ 39″ N, 1° 07′ 24″ E / 41.777636111111°N,1.1233777777778°E 353 msnm                        | bé integrant del patrimoni cultural català | Sant Miquel de Puigverd d'Agramunt | Modifica les dades a Wikidata |
|        | Sant Pere de Puigverd d'Agramunt   | Puigverd d'Agramunt | església     | Estil: arquitectura barroca  | 41° 46′ 38″ N, 1° 07′ 19″ E / 41.777166666667°N,1.121825°E ca:Pl. Mestre Francesc Navall 365 msnm | bé integrant del patrimoni cultural català | Sant Pere de Puigverd d'Agramunt   | Modifica les dades a Wikidata |

## masia
| imatge | Nom               | Ubicat a            | instància de | Detalls | coordenades                                                         | Protecció | Commons (més fotos) | Dades a WD                    |
| ------ | ----------------- | ------------------- | ------------ | ------- | ------------------------------------------------------------------- | --------- | ------------------- | ----------------------------- |
|        | Cal Delfí         | Puigverd d'Agramunt | masia        |         | 41° 43′ 59″ N, 1° 05′ 09″ E / 41.732964257909°N,1.0858268794786°E   |           |                     | Modifica les dades a Wikidata |
|        | Cal Ferran        | Puigverd d'Agramunt | masia        |         | 41° 46′ 48″ N, 1° 09′ 20″ E / 41.780035675055°N,1.1554190066304°E   |           |                     | Modifica les dades a Wikidata |
|        | Cal Panet         | Puigverd d'Agramunt | masia        |         | 41° 44′ 03″ N, 1° 05′ 08″ E / 41.7342869182329°N,1.08559216384476°E |           |                     | Modifica les dades a Wikidata |
|        | Cal Vicenç Mas    | Puigverd d'Agramunt | masia        |         | 41° 47′ 30″ N, 1° 08′ 19″ E / 41.7916540554032°N,1.13848747247033°E |           |                     | Modifica les dades a Wikidata |
|        | Mas Asineta       | Puigverd d'Agramunt | masia        |         | 41° 44′ 31″ N, 1° 06′ 11″ E / 41.7420429682955°N,1.10305124737223°E |           |                     | Modifica les dades a Wikidata |
|        | Mas Guineu        | Puigverd d'Agramunt | masia        |         | 41° 43′ 19″ N, 1° 04′ 27″ E / 41.72196106502°N,1.0741319590203°E    |           |                     | Modifica les dades a Wikidata |
|        | Masia Andon       | Puigverd d'Agramunt | masia        |         | 41° 42′ 26″ N, 1° 03′ 12″ E / 41.7071311481273°N,1.05337013737736°E |           |                     | Modifica les dades a Wikidata |
|        | Masia Flaressa    | Puigverd d'Agramunt | masia        |         | 41° 43′ 56″ N, 1° 05′ 41″ E / 41.73220556°N,1.09461111°E            |           |                     | Modifica les dades a Wikidata |
|        | Masia Guinella    | Puigverd d'Agramunt | masia        |         | 41° 42′ 15″ N, 1° 02′ 28″ E / 41.704288740769°N,1.0410083187408°E   |           |                     | Modifica les dades a Wikidata |
|        | Masia Ramonillo   | Puigverd d'Agramunt | masia        |         | 41° 44′ 05″ N, 1° 05′ 24″ E / 41.73459694°N,1.08994722°E            |           |                     | Modifica les dades a Wikidata |
|        | Masia de l'Esteve | Puigverd d'Agramunt | masia        |         | 41° 43′ 30″ N, 1° 04′ 41″ E / 41.725038020309°N,1.07808839620951°E  |           |                     | Modifica les dades a Wikidata |
|        | Masia del Sostres | Puigverd d'Agramunt | masia        |         | 41° 42′ 45″ N, 1° 02′ 57″ E / 41.712533453065°N,1.0491717984365°E   |           |                     | Modifica les dades a Wikidata |

## Misc
| imatge | Nom                                      | Ubicat a                     | instància de                                   | Detalls                                  | coordenades | Protecció                                            | Commons (més fotos)         | Dades a WD                    |
| ------ | ---------------------------------------- | ---------------------------- | ---------------------------------------------- | ---------------------------------------- | --- | ---------------------------------------------------- | --------------------------- | ----------------------------- |
|        | Molí de Puigverd                         | Puigverd d'Agramunt          | molí d'aigua                                   |                                          | 41° 46′ 36″ N, 1° 07′ 19″ E / 41.7766°N,1.1219°E ca:Avinguda del Sió, a l'entrada del poble                                 | bé cultural d'interès local                          | Molí de Puigverd d'Agramunt | Modifica les dades a Wikidata |
|        | Puigverd d'Agramunt                      | Puigverd d'Agramunt          | entitat singular de població capital municipal | 247 hab                                  | 41° 46′ 39″ N, 1° 07′ 29″ E / 41.77740749°N,1.12461666°E 347 msnm                                                           |                                                      |                             | Modifica les dades a Wikidata |
|        | Sió                                      | Segarra Noguera Urgell       | curs d'aigua                                   | Desemboca: Segre Llarg: 77km             | 41° 41′ 12″ N, 1° 23′ 30″ E / 41.68653°N,1.3916069444444443°E 41° 48′ 04″ N, 0° 48′ 38″ E / 41.80124°N,0.8105361111111111°E |                                                      | Sió River                   | Modifica les dades a Wikidata |
|        | Tossal Roig                              | Agramunt Puigverd d'Agramunt | muntanya                                       |                                          | 41° 47′ 29″ N, 1° 06′ 59″ E / 41.79149444°N,1.11640278°E 356 msnm                                                           |                                                      |                             | Modifica les dades a Wikidata |
|        | casa consistorial de Puigverd d'Agramunt | Puigverd d'Agramunt          | casa consistorial                              |                                          | 41° 46′ 40″ N, 1° 07′ 18″ E / 41.7778051°N,1.1217184°E                                                                      |                                                      |                             | Modifica les dades a Wikidata |
|        | castell de Puigverd                      | Puigverd d'Agramunt          | palau                                          | Estil: arquitectura barroca 16th century | 41° 46′ 38″ N, 1° 07′ 21″ E / 41.777186°N,1.122377°E ca:Pl. Mestre Francesc Navall, 2 366 msnm                              | bé d'interès cultural bé cultural d'interès nacional | Castell de Puigverd         | Modifica les dades a Wikidata |